# فيدال هازلتون
فيدال هازلتون (بالإنجليزية: Vidal Hazelton)‏ هو لاعب كرة قدم أمريكية ولاعب كرة قدم كندية أمريكي، ولد في 29 يناير 1988 في نيويورك في الولايات المتحدة.

## وصلات خارجية
- فيدال هازلتون على موقع مرجع كرة القدم المحترفة.كوم (الإنجليزية)